# Conus granum
Conus granum е вид охлюв от семейство Conidae. Видът не е застрашен от изчезване.

## Разпространение и местообитание
Разпространен е в Западна Австралия, Индонезия, Мавриций, Малдиви, Нова Каледония, Папуа Нова Гвинея, Провинции в КНР, Соломонови острови, Тайван, Тайланд, Фиджи, Филипини и Френска Полинезия.
Обитава пясъчните дъна на морета.